# Верхня Хайрузовка
Верхня Хайрузо́вка (каз. Жоғарғы Хайрузовка) — село у складі Ріддерської міської адміністрації Східноказахстанської області Казахстану.
Населення — 108 осіб (2009; 120 у 1999, 164 у 1989).
Національний склад станом на 1989 рік:
- росіяни — 100 %